# 窪田茂
窪田　茂（くぼた しげる、1973年6月11日 - ）は、静岡県富士市出身の日本の柔道家。現役時代は100kg級の選手。身長187cm。得意技は内股。

## 人物
柔道は小学校4年生の時に始めた。中学には柔道部がなかったのでバスケットボール部に所属していた。3年の時に全国中学校柔道大会に出場するが、上位には進めなかった。東海大相模高校に進むと、1年の全国高校選手権団体戦では2位になった。2年の時には金鷲旗決勝の大将戦で世田谷学園高校エースの田辺勝を合技で破ってチームを優勝に導いた。インターハイ団体戦でも優勝を飾った。全国高校選手権個人戦無差別では、準決勝で71kg級の選手である東海大第五高校の中村兼三を技ありで破ると、決勝でも沖縄尚学高校の真喜志慶治を判定で破って優勝するが、団体戦では決勝で沖縄尚学高校と対戦すると、真喜志に判定で敗れてチームも2位に終わった。3年の時には国際高校柔道選手権大会に出場すると、オール一本勝ちでチームの優勝に貢献して最優秀選手に選ばれた。金鷲旗では2連覇を果たすが、居座り大将として一度も出番がなかった。インターハイ個人戦重量級では決勝で真喜志を判定で破って優勝するも、団体戦では準々決勝で天理高校に敗れて5位にとどまった。1992年に東海大学へ進むと、1年の時には全日本学生柔道優勝大会で2位だった。2年の時には全日本ジュニア95kg超級で優勝を飾った。3年の時には嘉納杯決勝でドイツのフランク・モラーに大内返で敗れた。4年の時には正力杯決勝で真喜志に判定で敗れるも、全日本学生柔道優勝大会ではチームの優勝に貢献した。さらに、正力国際無差別決勝では、天理大学1年の村元辰寛を判定で破って優勝を飾った。1996年には旭化成所属となった。1997年には階級を100kg級に変更して講道館杯に出場するが、決勝で大学の後輩である井上康生に警告で敗れた。1998年にはフランス国際で3位となった。また、ベラルーシのミンスクで開催されたワールドカップ団体戦に出場して、優勝メンバーの一員として名を連ねることになった。1999年の選抜体重別では準決勝で井上を支釣込足で破ると、決勝でも国士舘大学1年の鈴木桂治を内股で破って初優勝を成し遂げた。アジア選手権では3位にとどまった。2000年には全日本選手権に出場して5位となった。

## 主な戦績
95kg超級での戦績
- 1990年 -　全国高校選手権　団体戦　2位
- 1990年 -　金鷲旗 優勝
- 1990年 -　インターハイ　団体戦　優勝
- 1990年 -　国体 少年男子の部　3位
- 1991年 -　全国高校選手権　個人戦　優勝　団体戦　2位
- 1991年 -　国際高校柔道選手権大会 優勝
- 1991年 -　金鷲旗 優勝
- 1991年 -　インターハイ　個人戦　優勝　団体戦　5位
- 1991年 -　全日本新人体重別　3位
- 1992年　- 正力杯　5位
- 1992年 -　全日本学生柔道優勝大会　2位
- 1992年 -　全日本ジュニア　3位
- 1993年 -　全日本学生柔道優勝大会　3位
- 1993年 -　全日本ジュニア　優勝
- 1994年　- 正力杯　3位
- 1994年 -　全日本学生柔道優勝大会　3位
- 1994年 - 嘉納杯　2位
- 1994年 - 講道館杯　3位
- 1995年　- ドイツ国際　7位
- 1995年 -　正力杯　2位
- 1995年 -　全日本学生柔道優勝大会　優勝
- 1986年 -　正力国際　優勝(無差別)
- 1996年 - 選抜体重別　3位

100kg級での戦績
- 1997年 -　講道館杯　2位
- 1998年　-　フランス国際　3位
- 1998年　-　オーストリア国際　5位
- 1998年 -　選抜体重別　3位
- 1998年 -　ワールドカップ団体戦　優勝
- 1999年　-　選抜体重別　優勝
- 1999年　-　アジア選手権　3位
- 2000年　-　モナコ国際　3位
- 2000年 - 全日本選手権　5位
- 2001年　-　選抜体重別　3位
- 2002年　-　ロシア大統領杯　団体戦　3位